# César Malan

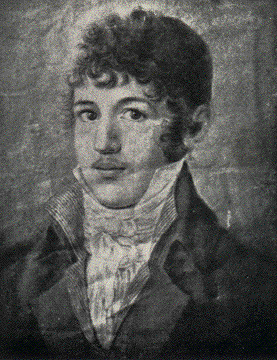
Malan mit 20 Jahren

Henri Abraham César Malan (* 7. Juli 1787 in Genf; † 8. Mai 1864 in Vandœuvres, Kanton Genf) war Lehrer, reformierter Pfarrer und Komponist von Kirchenliedern.
César Malan entstammte einer zu Beginn des 18. Jahrhunderts nach Genf eingewanderten Hugenottenfamilie; sein Urenkel war der Theologe und Hochschullehrer Pierre Bonnard.
Unter dem Einfluss der Genfer Erweckungsbewegung des Réveil gründete er 1820 die streng calvinistische «Kirche des Zeugnisses» und wirkte durch Evangelisationen, Traktate und Lieder bis in die Niederlande, nach England, Wales (etwa als Komponist der Hymne Dyma Geidwad I’r Colledig) und zu den Waldensern.
Von Malan stammt die Melodie des Kirchenliedes Harre, meine Seele, harre des Herrn (EG 623 Württ.).